# 季語一覧
季語一覧（きご いちらん）では、季語を分類する。
- 本項における季節の分類は、二十四節気に基づく節切りとする。「新年」は1月1日から1月15日ごろまでの期間を指す。
- 本項における季語の分類は、以下に示す9項目とする。
  1. 時候 ：季節・月の名称など。
  2. 天文 ：天文と気象に関すること。
  3. 地理 ：山・川・海・陸地など色々な地理に関すること。
  4. 人事 ：人の暮らしに関すること。
  5. 行事 ：年中行事を始めとする行事全般。
  6. 忌日 ：著名人の忌日（命日）[要出典]。
  7. 動物 ：動物一般。ただし、その語のままで食べ物にもなるもの（食べ物としての印象が強いもの）は食物にも分類する。
  8. 植物 ：植物一般、および、旧来の日本の本草学で植物に分類されていた生物全般（主に真菌類）。ただし、その語のままで食べ物にもなるもの（食べ物としての印象が強いもの）は食物にも分類する。
  9. 食物 ：食物全般[要出典]。

## 春

### 時候
- 春 -
- 初春 - 二月 - 睦月 - 旧正月 - 寒明け - 立春 - 早春 - 春浅し - 冴返る - 余寒 - 春寒 - 遅春 - 春めく  - 魚氷に上る - 雨水 - 獺魚を祭る - 二月尽 -  うりずはん（「潤い初め」の琉球方言）-
- 仲春 - 三月 - 如月 - 啓蟄 - 鷹化して鳩となる - 龍天に登る - 初朔日 - 春分 - 彼岸 - 春社 - 三月尽 - 晩春 - 四月 - 弥生 - 清明 - 花冷え - 蛙の目借時 - 田鼠化して鶉となる - 穀雨 - 春深し - 八十八夜 - 春暑し - 暮の春 - 行く春 - 春惜しむ - 夏近し - 弥生尽 - 四月尽 - 
- 春の日 - 春暁 - 春の朝 - 春昼 - 春の夕 - 春の暮 - 春の宵 - 春の夜 - 朧月夜 - 暖か - 麗か - 長閑 - 日永 - 遅日 - 木のかきごうり
芽時 - 花時 - 寒さ - 鶯

### 地理
- 春の山 - 山笑う - 春の野 - 焼け野原
- 春の水 - 水温む - 春の川 - 春の海 - 春の波 - 春潮 - 彼岸潮 - 潮干潟 -
- 春田 - 苗代 - 春の園 -
- 春の土 - 春泥 - 逃げ水 -
- 堅雪 - 残雪 - 雪間 - 雪崩 - 雪解け - 雪しろ - 春出水 - 凍解け - 薄氷 - 氷解く - 流氷 -清水
- 春衣 - 花衣 - 柳衣 - 躑躅の衣 - 桜衣 - 山吹衣 - 捨頭巾 - 外套脱ぐ - 胴着脱ぐ - 春袷 - 春服 - 春外套 - 春ショール - 春セーター - 春手袋 - 春帽子 - 春日傘 -
- 山葵漬 - 木の芽漬 - 花菜漬 - 桜漬 - 蕗みそ - 木の芽みそ - 木の芽和え - 田楽 - 若布和え - 独活和え - 青ぬた - 浅葱なます - 鮒なます - 田螺和え - 蜆汁 - 蒸し鰈 - 干し鰈 - 白子干 - 目刺 - 干鱈 - 壷焼 - 山椒の皮 - 鶯餅 - わらびもち - 草餅 - 桜餅 - 椿餅 - 菱餅 - 雛あられ - 白酒 - うこぎ飯 - 菜飯 - 嫁菜飯 - 枸杞飯 - 白魚飯 - 治聾酒 - 味噌豆煮る - 数の子作る - 春窮 -
- 春燈 - 春障子 - 春の炉 - 春炬燵 - 春暖炉 - 春火鉢 - 炬燵塞ぐ - 暖炉納む - 炉塞ぎ - 釣釜 - 厩出し - 北窓開く - 目貼剥ぐ - 雪割り - 雪囲とる - 霜除とる - 風除解く - そり蔵う - 車組む - 屋根替え - 垣繕う - 松の緑摘む - 蛇籠編む -
- 野焼き - 山焼き - 畑焼く - 芝焼く - 麦踏み - 農具市 - 耕し - 田打ち - 畑打ち - 畦塗り - 種物 - 種選び - 種井 - 種浸し - 種池浚い - 種蒔き - 物種蒔く - 種案山子 - 苗床 - 苗札 - 苗木市 - 植木市 - 牛蒡蒔く - へちま蒔く - カボチャ蒔く - 藍蒔く - 麻蒔く - 蓮植う - 睡蓮植う - 蒟蒻植う - 芋植う - ジャガイモ植う - 木の実植う - 果樹植う - 苗木植う - 桑植う - 剪定 - 接ぎ木 - 挿し木 - 根分け - 菊根分け - 菊植う - 萩根分け - 菖蒲根分け - 野老掘る - 慈姑掘る - わかめ刈る - 海苔掻き - 牧開き - 羊の毛刈る - 鳥持網代 - 鳴鳥狩り - 桑解く - 霜くすべ - 桑摘み - 蚕飼い - 蚕卵紙 - 春挽糸 - 茶摘み - 製茶 - 聞き茶 - 鮎汲み - えり挿す - 上り梁 - 鯛網 - 磯竈 - 磯開き - 磯菜摘み - 海女 - 木流し - 初筏 - 団扇作る -
- 小弓引 - 磯遊び - 潮干狩り - 遠足 - 観潮 - 踏青 - 野遊び - 摘み草 - 蕨狩り - 梅見 - 花見 - 桜狩り - 花筵 - 夜桜
- 春の風邪 - 雁瘡癒ゆ - 種痘 - 麻疹 -
- 朝寝 - 春眠 - 春の夢 - 春興 - 春意 - 春愁 -
- 入学試験 - 大試験 - 落第 - 卒業 - 春休み - 進級 - 入学 - 新入社員 - 春闘 -

### 行事
- 卒業式 - 入学式 - 入社式 -お花見

### 忌日
2月8日：節忌 / 15日：利玄忌 / 25日：茂吉忌
旧暦1月25日：法然忌
3月11日：原発忌 / 26日：犀星忌 / 27日：赤彦忌
旧暦2月15日：兼好忌 / 16日：西行忌 / 28日：利休忌
4月1日：三鬼忌 / 2日：光太郎忌 / 13日：啄木忌 / 30日：荷風忌
旧暦3月18日：人麻呂忌 / 21日：空海忌

### 動物
初春（太陽暦2月、旧暦1月）アザラシ - 猫の恋 / 鶯（ウグイス） - 鶴帰る - 白鳥帰る 
仲春（太陽暦3月、旧暦2月）鷽（ウソ） - 帰る雁 - 雉（キジ） - 駒鳥（コマドリ） - 燕（ツバメ） - 鳥帰る - 引鴨 - 引鶴 - 雲雀（ヒバリ） / 蜷（ニナ）
晩春（太陽暦4月、旧暦3月）落し角 - 仔馬 - 子猫 - 孕鹿 / 鵲の巣 - 烏の巣 - 雉の巣 - 囀 - 鷺の巣 - 雀の子 - 雀の巣 - 巣立 - 鷹の巣 - 千鳥の巣 - 燕の巣 - 鶴の巣 - 鳥の巣 - 鳥交る - 鳩の巣 - 孕雀 - 雲雀の巣 - 古巣 - 松毟鳥（マツムシリ） - 麦鶉 - 百千鳥（モモチドリ） - 鷲の巣 / 蛙（カワズ） / 魚島 / 虻（アブ） - 蚕（カイコ） - 蝶（チョウ） - 蠅生る - 蜂（ハチ） - 蜂の巣 - 花見虱（ハナミジラミ） - 春の蚊 - 春の蠅 - 山繭（ヤママユ） / イソギンチャク - 桜貝（サクラガイ） - 汐まねき（シオマネキ） - 奇居虫（ヤドカリ）

### 植物
- 梅 - 紅梅 - 椿 - 初花 - 彼岸桜 - 枝垂桜 - 桜 - 花 - 山桜 - 八重桜 - 遅桜 - 落花 - 残花 - 桜蕊降る - 牡丹の芽 - 薔薇の芽 - 山茱萸の花 - 黄梅 - 花蘇枋 - 辛夷 - 花水木 - ミモザ - 三椏の花 - 沈丁花 - 連翹 - 土佐水木 - 海棠 - ライラック - 長春花 - 山桜桃の花 - 庭梅の花 - 桜桃の花 - 青木の花 - 馬酔木の花 - 満天星の花 - 躑躅 - 霧島躑躅 - アザレア - 山楂子 - 小手毬の花 - 雪柳 - 木蓮 - 藤 - 山吹 - 桃の花 - 李の花 - 巴旦杏の花 - 梨の花 - 杏の花 - 林檎の花 - 榠樝の花 - 榲桲の花 -
- 伊予柑 - ネーブル - 八朔 - 三宝柑 -
- 木の芽 - 春林 - 蘖 - 若緑 - 柳の芽 - 山椒の芽 - 楓の芽 - 楤の芽 - 枸杞 - 五加木 - 令法 - 桑 - 柳 - 菫 - 蓬 - パンジー - 土筆 - チューリップ - 蕗のとう - 若草 - 菜の花 -

### 食物
初春（太陽暦2月、旧暦1月）鰔（サヨリ） - 白魚（シラウオ） - 公魚（ワカサギ） / 京菜（キョウナ） - 春菊（シュンギク） - 芹（セリ） - 八朔柑（ハッサクカン） - 蕗の薹（フキノトウ） - 菠薐草（ホウレンソウ） - 水菜（ミズナ） - 三葉（ミツバ）（三葉芹） - 嫁菜（ヨメナ） - 海苔（ノリ） / 鶯餅 - 白魚鍋 - 椿餅 - 蒸し寿司 - 蒸し飯 - 嫁菜飯 - 梅見酒 - 菜種御供 
仲春（太陽暦3月、旧暦2月）子持鯊 - 鰆（サワラ） - 鰊（ニシン）（身欠鰊） - 春鰯 - 春鮒 - 目刺（メザシ） - 眼張（メバル） - 諸子（モロコ） - 雪代岩魚 - 雪代山女 - 若鮎 - 浅蜊（アサリ） - 飯蛸（イイダコ） - 栄螺（サザエ） - 花烏賊（ハナイカ） - 蛤（ハマグリ） - 蛍烏賊（ホタルイカ） / 青饅（アオヌタ） - 胡葱（アサツキ） - 五加木（ウコギ） - 芥子菜（カラシナ） - 枸杞（クコ） - 慈姑（クワイ） - タラの芽 - ネーブル - 野蒜（ノビル） - 茗荷竹（ミョウガタケ） - レタス（萵苣） - 土筆（ツクシ）（磯菜摘） - 鹿尾菜（ヒジキ） - 若布（ワカメ） - 春椎茸（春子） / 枸杞飯 - 草餅（蓬餅） - 桜餅 - 白子干 - 壷焼 - 菱餅 - 干鱈 - 雛あられ（雛菓子） - 鮒膾 - 干鰈 - 蒸鰈 - わらびもち / 白酒 / 曲水 - 河豚供養
晩春（太陽暦4月、旧暦3月）玉筋魚（イカナゴ） - 桜鰄（サクラウグイ）（柳鮠） - 桜鯛（マダイ） - 菜種河豚（ナタネフグ） - 鱒（マス） - 赤貝（アカガイ） - 鮑（アワビ） - 貽貝（イガイ） - 海胆（ウニ） - 烏貝（カラスガイ） - 細螺（キサゴ） - 蜆（シジミ） - 田螺（タニシ） - 常節（トコブシ） - 馬刀（マテ） / アスパラガス - 甘茶（アマチャ） - 虎杖（イタドリ） - 鶯菜（ウグイスナ） - 独活（ウド） - 三月菜（サンガツナ） - 酸葉（スイバ） - 杉菜（スギナ） -こごみ - 夏蜜柑（ナツミカン） - 韮（ニラ） - 春大根 - 春野菜 - 山葵（ワサビ） - 薇（ゼンマイ） - 蕨（ワラビ） - 搗布（カジメ） - 海雲（モズク） - 松露（ショウロ） / 桜漬 - 菜飯 - 花菜漬 - 山葵漬 / 花見酒

## 夏

### 時候
初夏（新暦5月、旧暦4月（卯月・清和））立夏（5月6日ごろ） - 夏浅し - 夏めく - 薄暑 - 麦の秋 / 小満（5月21日ごろ） - 五月尽く
仲夏（新暦6月、旧暦5月（皐月））芒種（6月6日ごろ） / 入梅（6月11日ごろ） - 梅雨寒し / 夏至（6月21日ごろ） - 白夜 - 短夜（明け易し） / 半夏生（7月2日ごろ）
晩夏（太陽暦7月、旧暦6月（水無月））小暑（7月7日ごろ） / 炎昼 - 夏の暁 - 夏の夕（夏夕べ） - 夏の夜（夜半の夏） - 梅雨明 - 冷夏 / 土用入（7月21日ごろ） - 土用 - 三伏 - 盛夏（炎帝） - 暑さ / 大暑（7月23日ごろ） - 極暑 - 溽暑 - 熱帯夜 - 灼く / 秋近し - 涼し - 土用明 - 夏の果 - 夜の秋

### 天文
三夏夏の月（月涼し） - 夏の星 / 夏の日 / 夏の雨 / 夏の風
仲夏（太陽暦6月、旧暦5月）五月晴 - 五月闇 / 五月雨 - 梅雨 / 青嵐 - 大南風（おほみなみ） - 風薫（薫風） - 黒南風（くろはえ） - 南吹く（はえふく） - |南風（みなみ） - 黄雀風（くわうじやくふう）
晩夏（太陽暦7月、旧暦6月）炎天 - 西日 - 旱 - 夕立晴 - 夕焼け / 浅曇 - 雲海 - 雲の峰 - 入道雲 - 夕立雲 / 喜雨 - スコール - 雹 - 夕立（白雨） / 白南風（しらはえ） - 夕立風 - 夕凪 / 夏の霧（夏霧） - 逃げ水 - 虹 / 雷 - 遠雷 - 日雷 - はたたがみ - 日盛 - 雷雨 - 雷神 - 雷鳴 - 落雷

### 地理
三夏夏景色 - 夏の山 - 山滴る / 夏野 / 夏の湖 / 夏の海 - 夏の潮 
初夏（太陽暦5月、旧暦4月）お花畑(高山植物が咲いた状態を指す) / 卯波（卯浪）
仲夏（太陽暦6月、旧暦5月）皐月富士 / 出水 - 夏の川 - 氷河 - 噴井 / 植田 - 代田 - 田水沸く / 夏空
晩夏（太陽暦7月、旧暦6月）赤富士 - 御来迎 - 雪渓 - 宵山 / 泉 - 苔清水 - 滴り - 清水（山清水・岩清水） - 滝（瀧） / 青田 / 土用波 - 苦潮（赤潮）

### 人事
初夏（太陽暦5月、旧暦4月）袷 - 更衣 - セル / 夏炉 - 風呂 / 糸取 - 苗植う - 苗売 - 苗物 - 茄子植う - 菜種刈 - 袋掛 - 麦打 - 麦藁籠 - 麦刈 - 麦扱 - 麦笛 - 麦藁 - 綿蒔
仲夏（太陽暦6月、旧暦5月）短ズボン - 夏襟 - 夏帯 - 夏衣 - 夏羽織 - 夏袴 - 夏服 - 夏帽子 - 単衣 / 青簾（葭簾） - 網戸 - 伊予簾 - 絵簾 - 蚊帳 - 葭戸 - 蚊遣火（蚊遣・蚊火・蚊取線香） - 簾 - 玉簾 - 籐椅子 - 夏暖簾 - 蠅叩 - 蝿帳 - 蠅除 - 葦簀 / 草刈 - 草取 - 早乙女 - 代掻く - 田植 - 田草取 / 鮎掛 - 鮎狩 - 鮎の宿 - 鵜飼（鵜舟・鵜匠） - 鵜飼火 - 鵜篝 - 鰹釣 - 鰹舟 - 川狩（網打） - 藻刈 - 魚梁 - 夜焚釣堀 - 夜釣 / 螢籠 - 蛍狩 - 螢舟 / サマータイム
晩夏（太陽暦7月、旧暦6月）団扇 - 絵扇 - 扇 - 海水着 - サングラス - サンダル - 白扇 - 白靴 - 白絣 - 甚平 - 扇子 - ハンカチーフ（ハンカチ） - 日傘（パラソル） - 古扇 - 麦藁帽子 - 虫干 - 浴衣 - 夜濯 / 醤油作る / 打水 - 籠枕 - 金魚鉢 - 散水車 - 水中花 - 扇風機 - 燈涼し - 夏座敷 - 夏館 - 箱庭 - 端居 - 花氷（氷柱） - バンガロー - ハンモック - 日向水 - 日除 - 風鈴 - 噴水 - 冷蔵庫 - 冷房（クーラー） - 露台 / 汗（玉の汗） - 汗疹 - 汗拭い - 汗の香 - 汗の玉 - 汗ばむ - 汗ふき - 汗水 - 汗みどろ - 髪洗ふ - 行水 - 香水 - 午睡 - 外寝 - 納涼（涼み） - 晩涼 - 避暑 - 日焼 - 昼寝 - 夕涼 - 夜涼 - ラジオ体操 / コレラ - 暑気あたり - 赤痢 - 夏風邪 - 夏痩 - 日射病 - 寝冷 - マラリア - 水あたり - 水虫 / 雨乞 - 水喧嘩 - 水番 / 海女 - 金魚売 - 天草採る / 浮人形 - 海の家 - 泳ぎ - 海水浴 - 肝試し - キャンプ - 登山 - 登山小屋 - 登山宿 - 夏芝居 - 袴能 - 箱釣り - 花火 - プール - 船遊 - ボート - 水遊び - 水からくり - 水狂言 - 水鉄砲 - 水風船 - 幽霊 - 川床（ゆか） - ヨット - 夜店 / 帰省 - 暑中見舞 / 夏休み - 臨海学校 - 林間学校

### 行事
旧暦4月8日：山開（信仰の山) - 卯月八日（天頭花） - 峰入【三重県・大峰山】 / 16日 - 7月15日：安居
5月夏場所 - 聖母月 / 3日：筑摩祭【滋賀県・筑摩神社】/5日：子供の日 -賀茂競馬【京都府・賀茂神社】/ 10日：愛鳥週間 / 初旬：御柱祭【長野県・諏訪大社】/ 14日：練供養 / 15日：祭 - 葵祭【京都府・上賀茂神社・下鴨神社】 - 神田祭【東京都・神田明神】/ 19日：団扇撒き【奈良県・唐招提寺】/ 中旬：御田植祭【三重県・楠部神宮】/ 第2日曜日：母の日 / 第3日曜日：三船祭（西祭）【京都府・車折神社】 / 第3金・土・日：三社祭【東京都・浅草神社】
旧暦5月4日：菖蒲葺く - 菖蒲湯 / 5日：端午（騎射（流鏑馬） - 薬玉 - こいのぼり - 幟 - 吹流し - 武者人形 - 薬狩）
6月ダービー : 1日：電波の日 / 4日-8日：伝教会【京都府・比叡山延暦寺】/ 10日：時の記念日 / 10日-16日：日枝祭（山王祭）【東京都・日枝神社】/ 上旬：品川祭【東京都・荏原神社・品川神社】/ 20日：鞍馬の竹伐【京都府・鞍馬寺】/ 24日：御田植祭【三重県・伊雑宮】/第2日曜日：花の日 / 第3日曜日：父の日
旧暦6月17日：巌島管絃祭【広島県・巌島神社】/ 晦日：名越の祓
7月氷室 - 名古屋場所（名古屋場所） - 祇園祭（祇園会 - 二階囃 - 祇園囃 - 御輿洗 - 鉾立 - 宵飾 - 鉾町 - 宵宮詣 - 鉾の稚児）【京都府・八坂神社】 / 1日：富士詣 / 1日 - 15日：博多山笠（山笠 - 飾山笠 - 追山笠）【福岡県・櫛田神社】 / 7日・8日：朝顔市【東京都・入谷鬼子母神】 / 9日・10日：鬼灯市【東京都・浅草寺】 / 上旬：山開 - 海開 /14日：パリ祭 - 那智火祭（扇祭）【和歌山県・熊野那智大社】/ 16日：閻魔参 / 20日：海の日 / 21日ごろ：土用灸 / 23日・24日・25日：野間追祭【福岡県 ・中村神社・太田神社・小高神社】/ 24日・25日：天神祭【大阪市・天満宮】/下旬：川開 / 最終土曜日：競渡（ペーロン）【長崎県】
8月6日・7日：佃祭【東京都・住吉神社】/ 上旬：高校野球

### 忌日
5月6日：万太郎忌 - 春夫忌 / 7日：健吉忌 / 10日：四迷忌 / 11日：牡丹忌 - 朔太郎忌 / 16日：透谷忌 / 28日：辰雄忌 / 29日：多佳子忌 - 晶子忌 / 31日：青峰忌
旧暦5月6日：鑑真忌 / 22日：曽良忌 / 23日：丈山忌 / 24日：蝉丸忌 / 28日：在五忌
6月19日：桜桃忌 / 23日：独歩忌 / 28日：芙美子忌
旧暦6月2日：光琳忌 / 13日：杉風忌 / 15日：季吟忌 / 20日：信長忌
7月3日：達谷忌 / 9日：鴎外忌 / 15日：チェーホフ忌 / 17日：茅舎忌 - 秋桜子忌 / 24日：河童忌 / 25日：甘露忌 / 30日：蝸牛忌 - 谷崎忌
8月4日：夕爾忌 / 5日：草田男忌 / 6日・9日：原爆忌 /

### 動物
初夏（太陽暦5月、旧暦4月）蚕蛾（カイコガ） - 穀象（コクゾウ） - 根切虫（ネキリムシ） - 袋角 - 松蝉（マツゼミ） - 繭 / 海酸漿（ウミホオズキ） - 蝦蛄（ナメクジ）
仲夏（太陽暦6月、旧暦5月）蝙蝠（コウモリ） - 鹿の子（子鹿親鹿） / 青鷺（アオサギ） - 老鶯 - 閑古鳥（カンコドリ） - 水鶏（クイナ） - 駒鳥（コマドリ） - 筒鳥（ツツドリ） - 仏法僧（ブッポウソウ） - 時鳥（ホトトギス） - 瑠璃鳥（ルリチョウ） / 雨蛙（アマガエル） - 河鹿（カジカ） - 蝦蟇（ガマ） - 蛇（ヘビ） - 蝮（マムシ） - 守宮（ヤモリ） - 蜥蜴（トカゲ） / 濁り鮒 - 目高（メダカ） / アゲハ - 油虫（アブラムシ） - アメンボウ - 蟻（アリ） - 蟻地獄（アリジゴク） - 糸蜻蛉（イトトンボ） - 蛆（ウジ） - 蚊（カ） - 蚤（カイコ） - 蚊の声 - 蚊柱泣く - 蜘蛛（クモ） - 蜘蛛の囲（蜘蛛の巣） - ゲジゲジ - 源五郎（ゲンゴロウ） - 源氏蛍（ゲンジボタル） - ゴキブリ - 田亀（タガメ） - 夏の蝶 - 羽蟻（ハアリ） - 蠅（ハエ） - 初蛍 - 火取虫 - 平家蛍（ヘイケボタル） - ボウフラ - 蛍（ホタル） - 蛍火 - 蛍合戦 - 百足虫（ムカデ） / 蝸牛（カタツムリ） - 蛞蝓（ナメクジ） - 蛭（ヒル） - 蚯蚓（ミミズ） - 残鶯
晩夏（太陽暦7月、旧暦6月）雷鳥（ライチョウ） / 金魚（キンギョ）/ 油蝉（アブラゼミ） - 空蝉（蝉の殻） - カブトムシ（カブトムシ） - 髪切虫（カミキリムシ） - 毛虫（ケムシ） - 甲虫（コウチュウ） - 黄金虫（コガネムシ）（金亀子） - 紙魚（シミ） - 蝉（セミ） - 蝉時雨 - 玉虫（タマムシ） - 天道虫（テントウムシ） - 初蝉 - ミンミンゼミ / 海月（クラゲ） - 船虫（フナムシ） - 夜光虫（ヤコウチュウ）

### 植物
リラ冷え - 葉桜 - 向日葵 - 蓮花（華）

### 食物
初夏（太陽暦5月、旧暦4月）鯵（アジ） - 穴子（アナゴ） - 鯖（サバ） - 初鰹 - 烏賊（イカ） / 明日葉（アシタバ） - 苺（イチゴ） - 豌豆（エンドウ） - キャベツ - 行者大蒜（ギョウジャニンニク） - 莢豌豆（サヤエンドウ） - 蓴采（ジュンサイ） - 新じゃが - 新玉葱 - 蚕豆（ソラマメ） - 筍 - 浜豌豆（ハマエンドウ） - 蕗（フキ） - 麦（ムギ） - 夏蕨 / 淡雪羹 - 柏餅 - 伽羅蕗 - 金玉糖 - 葛桜（葛饅頭） - 葛餅 - 筍飯（篠の子） - ちまき - 古茶 - 豆飯 - 水羊羹 / 葛水 - 新茶
仲夏（太陽暦6月、旧暦5月）鮎（アユ） - 虎魚（オコゼ） - 鰹（カツオ） - キス (魚) - 黒鯛（クロダイ）（チヌ） - 鯒（コチ） - ゴリゴリ - 飛魚（タビウオ） - ベラ - 蟹（カニ） / 青梅 - 杏（アンズ） - 隠元豆（インゲンマメ）（泥鰌隠元） - クレソン - 桑の実 - さくらんぼ - 紫蘇（シソ） - 新生姜 - 李（スモモ） - 玉葱（タマネギ） - 夏茱萸（ナツグミ） - 夏大根 - 夏葱 - 葫（ニンニク）（大蒜） - パイナップル - バナナ - 枇杷（ビワ） - 実梅 - 山桜梅（ユスラウメ） - 辣韮（ラッキョウ） / 梅干 - 白玉 - 水飯（干飯） - 饐飯 - 鮨 - ゼリー - 心太 - 生節 - 蜜豆 - 麦飯 - 茹小豆 / 梅酒 - 早稲饗
晩夏（太陽暦7月、旧暦6月）洗鯉 - 石首魚（イシモチ） - 鰻（ウナギ） - カマス - カンパチ - 舌鮃（シタビラメ） - 泥鰌（ドジョウ） - 土用鰻 - 鯰（ナマズ） - 鱧（ハモ） - 山女魚（ヤマメ） - 土用蜆 / 瓜（ウリ） - 木苺（キイチゴ） - 胡瓜（キュウリ） - 越瓜（シロウリ）（浅瓜） - [藷（新走り） - 新蓮 - スグリの実 - スベリヒユ - セロリ - トマト - 茄子（ナス） - パセリ - ハタンキョウ - 早桃 - ピーマン - まくわ瓜 - マンゴー - メロン - 楊梅（ヤマモモ）（山桃） - 若牛蒡（ワカゴボウ） - 荒布（アラメ） - 昆布（コンブ） - 布海苔（フノリ） / アイスクリーム - 沖膾 - かき氷 - 干飯 - 胡瓜もみ - 氷餅 - 鴫焼 - 素麺 - 泥鰌鍋 - 茄子漬 - 夏料理 - はったい粉 - 冷やし中華 - 冷汁 - 冷素麺 - 冷麦 - 冷奴 - 氷菓（氷菓子） - 船料理 - 水貝 - 飯饐る / アイスコーヒー - 泡盛 - 氷水 - サイダー - 砂糖水 - 焼酎 - ソーダ水 - ビアガーデン - ビール - 冷酒 - 冷し汁 - 蝮酒 - 麦茶 - ラムネ - レモン水

## 秋

### 時候
- 秋 - 初秋 - 八月 - 文月 -長月-霜月- 立秋 - 残暑 - 秋めく - 新涼 - 処暑 - 八月尽 - 二百十日 - 仲秋 - 九月 - 葉月 - 八朔 - 白露 - 秋分 - 秋彼岸 - 秋の社日 - 龍淵に潜む - 水始めて涸る - 晩秋 - 十月 - 長月 - 律の調べ - 寒露 - 雀蛤となる - 秋の日 - 秋の朝 - 秋の昼 - 秋の暮 - 秋の宵 - 秋の夜 - 夜長 - 秋麗 - 秋澄む - 秋気 - 爽やか - 冷やか - 身に入む - 秋寒 - そぞろ寒 - やや寒 - うそ寒 - 肌寒 - 朝寒 - 夜寒 - かりがね寒し - 霜降 - 豺獣を祭る - 冷まじ - 秋寂ぶ - 秋深し - 暮の秋 - 行く秋 - 秋惜む - 冬隣 - 九月尽 -天高し

### 天文
秋色 - 秋晴 - 菊日和 - 秋旱 - 秋の声 - 秋の空 - 天高し - 秋の雲 - 鰯雲 - 鯖雲 - 月 - 待宵 - 名月　- 十六夜（いざよい） - 後の月 - 星月夜 - 秋の星 - 天の川 - 流星 - 碇星 - 秋の初風 - 秋風 - 初嵐 - 秋の嵐 - 野分 - 颱風 - 秋曇 - 秋湿り - 秋雨 - 秋時雨 - 富士の初雪 - 秋の初雪 - 秋の雷 - 稲妻 - 秋の虹 - 霧 - 露 - 露寒 - 露霜 - 秋の初霜 - 秋の夕焼 - 釣瓶落し - 龍田姫 -

### 地理
秋の山 - 山粧う - 秋の野 - 枯野の色 - 野山の色 - 野山の錦 - 秋の園 - 花園 - 花畑〔｢秋の草花が咲いた畑｣のこと〕 - 花野 - 秋の狩場 - 秋の田 - 刈田 - 穭田(ひつじた) - 落し水 - 秋の水 - 水澄む - 秋の川 - 秋出水 - 秋の湖 - 秋の海 - 秋の潮 - 初潮(はつしお) - 高潮 - 盆波 - 秋の浜 - 不知火

### 人事
秋の服 - 秋袷 - 菊の襲 - 紅葉の襲 - 秋の燈 - 燈火親しむ - 秋の宿 - 秋の蚊帳 - 秋扇 - 秋団扇 - 秋簾 - 菊枕 - 燈籠 - 行水名残 - 障子洗う - 障子貼る - 障子襖を入れる - 葭戸蔵う - 簟名残 - 火恋し - 秋の炉 - 風炉の名残 - 冬仕度 - 松手入れ - 秋耕 - 八月大名 - 添水 - 案山子 - 鳴子 - 鳥威し - 田守 - 鹿火屋 - 鹿垣 - 稲刈 - 籾 - 豊年 - 凶作 - 新藁 - 藁塚 - 夜なべ - 俵編 - 砧 - 相撲 - 月見 - べい独楽 - 菊花展 - 菊人形 - 虫売 - 虫籠 - 秋の野遊 - 茸狩り - 紅葉狩 - 芋煮会 - 秋意 - 秋思 - 秋興 - 休暇明け - 運動会 - 夜学

### 行事
旧暦7月6日：硯洗い / 7日：七夕 / 13日〜15日（16日）：盆・踊り・墓参り・茄子の馬・迎え火 ・送り火（＊盆行事は陽暦、または月遅れで行うことが多い） / 15日：中元（＊陽暦で行われるのが普通） - 解夏
8月15日：終戦の日 - 被昇天祭
旧暦8月1日：八朔の祝
9月1日：震災記念日 / 1日〜3日：風の盆【富山県富山市】 / 第3月曜日（そもそもは15日）：敬老の日 / 19日：泣角力【栃木県鹿沼市生子神社】 / 秋分日（23日ごろ）：秋分の日 - 秋季皇霊祭 / 日曜日から2週間：秋場所
旧暦9月9日：重陽・菊の着綿 - おくんち
10月1日〜31日：赤い羽根 / 第2月曜日（そもそもは10日）：体育の日 / 17日:神嘗祭 / 18日:菊供養【浅草寺】 / 22日：時代祭【平安神宮】
11月1日：万聖節 / 3日：文化の日

### 忌日
8月8日：国男忌 / 13日：水巴忌 / 15日：敗戦忌 / 19日：義秀忌
旧暦7月1日：支倉忌 / 12日：了以忌 / 17日：応挙忌 / 20日：文覚忌 / 26日：道灌忌 / 30日：宗祇忌
9月1日：木歩忌、震災忌 / 3日：迢空忌 / 13日：乃木祭 / 17日：鳳作忌 - 鬼城忌 / 18日：露月忌 / 19日：糸瓜忌 / 24日：南洲忌 / 26日：秀野忌
旧暦8月2日：鬼貫忌 / 8日：世阿弥忌 - 守武忌 / 9日：呑竜忌 - 太祇忌 / 10日：西鶴忌 / 15日：素堂忌 / 18日：太閤忌 / 20日：定家忌 / 23日：遊行忌 / 25日：道元忌 - 吉野忌 / 26日：許六忌
10月3日：蛇笏忌 / 4日：素十忌 / 10日：素逝忌 / 13日：お会式 /22日：中也忌 27日：源義忌 / 30日：紅葉忌
旧暦9月6日：広重忌 / 7日：蓼太忌 / 8日：千代尼忌 / 10日：去来忌 / 12日：保己一忌 / 13日：白雄忌 / 15日：鳥羽僧正忌 / 24日：言水忌 / 29日：宣長忌 / 30日：夢窓忌
11月6日：桂郎忌
旧暦10月12日：芭蕉忌

### 動物
三秋（秋全体）いとど
初秋（太陽暦8月、旧暦7月）秋の蝉 - カナカナ - 蟋蟀（コオロギ） - 鈴虫（スズムシ） - 法師蝉（ツクツクボウシ） - 蜩（ヒグラシ） - 虫の声
仲秋（太陽暦9月、旧暦8月）雁（カリ） / 蛇穴に入る / 秋の蚊 - 秋の蝶 - 芋虫 - ウスバカゲロウ - クツワムシ - 螻蛄鳴く - 地虫鳴く - 蜻蛉（トンボ） - 二十三夜 - 松虫（マツムシ） - 蓑虫（ミノムシ） / 蚯蚓鳴く
晩秋（太陽暦10月、旧暦9月）猪（イノシシ） - 鹿（シカ） / 稲雀 - 懸巣（カケス） - 啄木鳥（キツツキ） - 小鳥 - 四十雀（シジュウカラ） - 鶺鴒（セキレイ） - 鶴渡る - 白鳥渡る - 鵯（ヒヨドリ） - 眼白（ホオジロ） - 頬白（ホオジロ） - 椋鳥（ムクドリ） - 百舌（モズ） - 山雀 (ヤマガラ) - 渡り鳥

### 植物
- 紅葉 - 落葉 - 彼岸花 - 藤袴 - 桔梗 - ダリア - 萩 - 女郎花 - 芒 - コスモス - 鶏頭 - 金木犀 - 菊 - 竜胆 - 背高泡立草 - 芋 - 瓜 - 糸瓜 - 撫子 - 葛の花 - 朝顔

### 食物
初秋（太陽暦8月、旧暦7月）暑気払い - 鰯（イワシ） - 秋刀魚（サンマ） - 太刀魚（タチウオ） - 蜂の子 - 小豆（アズキ） - 枝豆 - オクラ - 貝割菜 - 南瓜（カボチャ） - 西瓜（スイカ） - 大豆（ダイズ） - 玉蜀黍（トウモロコシ） - 刀豆（ナタマメ） - 藤豆（フジマメ） - 間引菜（つまみ菜） - 桃（モモ） / 蜂の子飯 - 盆料理 / 甘酒 - 飴湯 - 清水 - 振舞水
仲秋（太陽暦9月、旧暦8月）秋鯵 - 秋鰹 - 秋鯖 - 秋の魚 - 鰍（カジカ）（杜父魚） - からすみ - 鱸（スズキ） - 鯊（ハゼ） - 鰡（ボラ） - 太刀魚（タチウオ） / 青蜜柑 - 秋茄子 - 粟（アワ） - 一位の実（イチイ）（あららぎ） - 無花果（イチジク） - 黍（キビ） - 胡桃（クルミ） - 胡麻（ゴマ） - 里芋（サトイモ）（衣被） - 紫蘇の実 - 新小豆 - 新胡麻 - 新大豆 - 新米 - 芋茎（ズイキ） - 唐辛子（トウガラシ） - 零余子 - 稗（ヒエ） - 葡萄（ブドウ） - 山葡萄（ヤマブドウ） / 新豆腐 - 月見団子 - 零余子飯 - 月見酒 - 芋煮会 / 夜食
晩秋（太陽暦10月、旧暦9月）イクラ（はららご） - 落鮎- 落鰻 - 鮗（コノシロ）（小鰭） - 鮭（サケ） - 氷頭鱠（ヒズナマス） - 郁子（ムベ） - 蝗（イナゴ） / 秋グミ - 通草（アケビ） - 柿（カキ） - カリン - 銀杏（ギンナン） - 栗（クリ） - 石榴（ザクロ） - 薩摩芋（サツマイモ）（甘藷） - 新蕎麦 - 酢橘（スダチ） - 蕎麦（ソバ） - 冬瓜（トウガン） - 橡の実 - とんぶり - 梨（ナシ） - 棗（ナツメ）（棗の実） - マルメロ - 八つ頭（ヤツガシラ） - 山芋（ヤマイモ）（自然藷） - 柚子（ユズ） - 落花生（ラッカセイ）（ピーナッツ） - 林檎（リンゴ） - 檸檬（レモン） - 茸（キノコ） - 椎茸（シイタケ） - 占地（シメジ） - 松茸（マツタケ） / 石狩鍋 - 菊鱠 - 茸汁 - 茸飯 - きりたんぽ - 栗飯 - 蕎麦掻（蕎麦湯） - 吊し柿 - とろろ汁 - べったら漬（浅漬大根） - 松茸飯 - 柚子味噌 / 温め酒 - 葛湯 - 猿酒 - 生姜湯 - 新酒 - どぶろく（濁り酒） / 紅葉酒 - 月見酒

## 冬

### 時候
年の瀬 - 小春 - 大晦日 - 年越し - 短日 - 節分 - 除夜 - 小寒 - 大寒 - 師走 - 霜月 - 立冬 - 神無月

### 天文
雪 - 初雪 - 小春日和 - 厳冬 - 氷・氷柱 - 霜・霜柱 - 樹氷 - 吹雪 - 空風 - 寒波 - 北風 - 時雨 - 冬霧 - 雁渡 - 寒昴 - 冬北斗

### 地理
山眠る

### 人事
スキー - スケート - 毛皮 - こたつ - 暖房 - ストーブ - 炭 - 火鉢 - 布団 - 湯たんぽ - 餅つき - 風邪 - 門松立つ - 着膨れ - 煤払い - 焚火 - 落葉焚 - 懐炉 - 火事 - 竹馬 - 息白し - 湯冷め - 咳 - 鼻水

### 行事
クリスマス - 有馬記念 - 節分 - 降誕祭 - 御用納め - 七五三 - 除夜・除夜の鐘 - 年越 - 酉の市 - 羽子板市 - 針供養 - ラグビー - 柚子湯 - 年末賞与 - 社会鍋

### 忌日
11月11日：亜浪忌 / 21日：波郷忌 / 23日：一葉忌 / 24日：稚魚忌
旧暦10月13日：嵐雪忌
12月9日：漱石忌 / 30日：横光忌
旧暦11月13日：空也忌 / 15日：貞徳忌 / 19日：一茶忌 / 22日：近松忌 / 28日：親鸞忌
1月17日：阪神忌
旧暦12月24日：蕪村忌

### 動物
三冬鶴（ツル） - 白鳥（ハクチョウ）
初冬（太陽暦11月、旧暦10月）鷹（タカ） - 隼（ハヤブサ） - 鷲（ワシ） / 冬蜂
仲冬（太陽暦12月、旧暦11月）海豚（イルカ） - 兎（ウサギ） - 狼（オオカミ） - 狐（キツネ） - 狸（タヌキ） - 山鯨 / 浮寝鳥（ウキネドリ） - 鴛鴦（オシドリ） - 鳰（カイツブリ） - 鴨（カモ） - 寒烏 - 寒雀 - 笹鳴（ササナキ） - 千鳥（チドリ） - 鶲（ヒタキ） - 梟（フクロウ） - 冬の雁 - [冬の鳥 - 水鳥 - 鷦鷯（ミソサザイ） - 木兎（ミミズク） - 都鳥（ミヤコドリ） / 冬眠 / 鮫（サメ） / 冬の蝶

### 植物
冬菊 - 寒椿 - 山茶花 - 帰り花 - 落葉 - 木の葉 - 枯葉 - 枯木 - 枯れる - 水仙 - 麦の根 - 冬木 - 葉牡丹 - 柊 - シクラメン

### 食物
初冬（太陽暦11月、旧暦10月）鶉（ウズラ） - 雀（スズメ） - 鶫（ツグミ） - 鮟鱇（アンコウ） - 柳葉魚（シシャモ） - 鰰（ハタハタ） - 河豚（フグ） - 牡蠣（カキ） / 蕪（カブ） - キウイ - 牛蒡（ゴボウ） - 新海苔 - 大根（ダイコン） - 人参（ニンジン）（胡蘿蔔） - 葱 - 白菜 - 蓮根（レンコン） - 滑子（ナメコ） / 浅漬 - 鮟鱇鍋 - 亥の子餅 - 兎汁 - 牡蠣飯 - 蕪鮨 - 蕪蒸 - 切干 - 茎漬 - 薬喰（紅葉鍋） - 巻繊汁 - 桜鍋（蹴とばし） - 鴨鍋 - 猪鍋（牡丹鍋） - 柴漬 - 十夜粥 - 塩汁鍋 - 鋤焼（牛鍋） - 酢茎漬 - 千枚漬 - 鯛焼 - 狸汁 - 千歳飴 - 根深汁 - 風呂吹（大根焚） - 干柿 - 焼藷（焼芋） - 湯豆腐 - 寄鍋 - 夜鷹蕎 / 鰭酒
仲冬（太陽暦12月、旧暦11月）鯨（クジラ） - 潤目鰯（ウルメイワシ） - 鱈（タラ） - 金目鯛（キンメダイ） - 氷魚（ヒオ） - 鮪（マグロ） - 睦（ムツ） - 海鼠腸 - ズワイガニ - 鱈場蟹（タラバガニ） - 海鼠（ナマコ） / 金柑（キンカン） - 朱欒（ザボン） - 青硬采（チンゲンサイ） - 冬至南瓜 - 冬苺 - 冬菜 - 冬野菜 - 冬林檎 - 蜜柑（ミカン） / おでん - 粕汁 - 蕪汁 - 鯨汁 - 薩摩汁 - 三平汁 - 塩鮭 - じぶ煮 - 聖菓（クリスマスケーキ） - 雑炊 - 沢庵漬 - ちり鍋 - 冬至粥 - 年越蕎麦（晦日蕎麦） - 納豆汁 - 鍋焼 - 葱鮪 - 濃餅汁 - 乾鮭 - 干菜 - 干菜汁 - 干菜湯 - 闇汁 / 熱燗 - 姜酒 - 卵酒 / 寝酒
晩冬（太陽暦1月、旧暦12月）寒卵 - 寒鰈 - 寒鯉 - 寒鮒 - 寒鰤 - 氷下魚（コマイ） - 鰤（ブリ） - 寒蜆 / 小松菜（コマツナ） / 寒餅 - 煮凝 - 水餅 / 雪見酒

## 新年の季語

### 時候
新年 - 旧年 - 今年 -　去年 - 元旦 - 松の内 - 正月

### 天文
初空 - 初日 - 初東風 - 初凪 

### 地理
初景色 - 初富士 - 初若菜野 

### 人事
年賀状・賀状・年賀 - お年玉 - 門松 - 注連飾 - 初夢 - 福笑い - 書初 - 門松 - 歌留多 - 羽子板 - 双六 - 宝船 - 独楽 - 初湯

### 行事
初詣 - 初荷 - 仕事始 - 項初市 - 初売・初商 - 初場所 - 鷽替え（天神様） - 歌会始 - 恵方詣 - 傀儡師 - かまくら - なまはげ

### 動物
嫁が君 - 初声 - 初鶏 - 初鴬 - 初烏 - 初鳩 - 伊勢海老

### 植物
若菜 - 楪 - 橙 - 歯朶 - 福寿草

### 食物
数の子 - 伊勢海老（イセエビ） - 寒芹 - 黒豆 - 橙（ダイダイ） - 七種 - 蓬莢（ヨモギ） - 若菜（ワカナ） - 薺（ナズナ） - 小豆粥 - 鏡餅 - 粥柱 - 切山椒（きりザンショウ） - おせち料理（食積） - ごまめ（田作り） - 雑煮 - 年の餅 - 七種粥 - 結び昆布 - 餅 - 寒の水 - 屠蘇 - 年酒 - 福茶（大服） - 若水 - 歯固 - 太箸 - 餅花